# كل طفل بعمر الثانية
منظمة كل طفل بعمر الثانية هي منظمة غير ربحية مقرها الولايات المتحدة  والتي تدعو إلى التطعيمات. تأسست عام 1991، ومن اهدافها زيادة الوعي بالحاجة الماسة إلى المطاعيم بالوقت المناسب وتشجيع طريقة منهجية لتطعيم جميع أطفال اميركا في سن الثانية." تأسست المنظمة من قبل السيدة الأولى السابقة للولايات المتحدة روزالين كارتر، والسيدة الأولى السابقة في أركنساس، بيتي بومبرز. 

## عن المؤسسة
في 1991، أسست روزالين كارتر وبيتي بومبرز منظمة كل طفل بعمر الثانية وذلك بسبب تفشي الحصبة التي توفي فيها ما يقارب 150 شخصا، بمن فيهم أطفال، نتيجة للإصابة بالمرض. في ذلك الوقت، قالت كارتر:" من الضروري ان نتحرك بسرعة لزيادة قدرتنا على تطعيم الأطفال المعرضين لخطر مرض الحصبة وغيرها من الأمراض، مثل النكاف، الحصبة الألمانية وشلل الأطفال." بدأت كارتر وبومبرز المشروع الوطني للتوعية بالتطعيم من خلال الاستعانة بزوجات المحافظين للدعوة إلى التطعيم وذلك بهدف تطعيم 95% من الأطفال في الولايات المتحدة ضد امراض مثل الحصبة والحصبة الألمانية بحلول عام 2000. 0. كما وسعت المنظمة نطاق تواصلها التعليمي لتشمل معلومات عن الأمراض الأخرى التي يمكن الوقاية منها باللقاحات بما في ذلك جدري الماء  السعال الديكي، وفيروس الورم الحليمي البشري.
وقد دخلت المنظمة في شراكة مع مجموعات مثل جمعية الممرضات الأمريكية وآباء الأطفال المصابين بالأمراض المعدية، وإدارات الصحة في الولاية، والمدارس والجامعات. كما ان المنظمة جزء من تحالف الدفاع عن التطعيم.
تدعم المنظمة استخدام سجلات التطعيم التي يمكن لمقدمي الرعاية الصحية من خلالها تتبع تاريخ تطعيم الأطفال بغرض الحد من عدد المطاعيم الفائتة.

## جوائز
في عام 1995، حصلت المنظمة على جائزة كيوانيس الدولية  ومنحة قدرها  10000 دولار «للفت الانتباه إلى التطعيم المبكر.»
وفي 2008، حصلت على جائزة مراكز مكافحة الأمراض واتقائها في المؤتمر الوطني الرابع والثلاثين للتطعيم في واشنطن العاصمة.